# Peter Drummond (oficial da RAF)
O Marechal do Ar Sir Peter Roy Maxwell Drummond (2 de junho de 1894 – 27 de março de 1945) foi um comandante sênior nascido na Austrália da Royal Air Force (RAF). Ele passou de soldado raso na Primeira Guerra Mundial a marechal do ar na Segunda Guerra Mundial. Drummond se alistou na Força Imperial Australiana em 1914 e no ano seguinte prestou serviço como enfermeiro durante a campanha de Gallipoli. Ele ingressou no Royal Flying Corps em 1916 e se tornou um ás de caça no teatro do Oriente Médio, onde foi premiado com a Cruz Militar e a Ordem e Ordem de Serviço Distinto. Transferido para a RAF em sua formação em 1918, ele permaneceu nas forças armadas britânicas pelo resto de sua vida.
Drummond nasceu em 2 de junho de 1894 em Perth, Austrália Ocidental, filho do comerciante John Maxwell Drummond e sua esposa Caroline (nascida Lockhart). Registrado como Roy Maxwell Drummond, ele adquiriu o apelido de "Peter" durante seus estudos no Scotch College e o adotou formalmente como seu primeiro nome em 1943. Ele serviu como cadete e trabalhou como bancário antes de se alistar na Força Imperial Australiana em 10 de setembro de 1914.